# Joan Carlyle
Joan Carlyle (Upton, Merseyside, Cheshire, 6 de abril de 1931- 5 de noviembre de 2021) fue una soprano inglesa.

## Biografía
Tras realizar una audición en la Royal Opera House (Londres), fue contratada por el director musical Rafael Kubelík e hizo su debut en 1955, apareciendo también bajo su dirección en La flauta mágica en 1956.
Se convirtió en una de las principales cantantes de habla inglesa que emergieron en el Covent Garden de los años 1950, convirtiéndose en un miembro estable de la Compañía de Ópera del Covent Garden. El director Rudolf Kempe ejerció una influencia potente en su carrera. Fue con él que tuvo sus primeros éxitos en la temporada 1958–59 como Sophie en la producción del cineasta italiano Luchino Visconti, Der Rosenkavalier, y después como Micaela en la ópera Carmen, de Georges Bizet.
Cantó junto a Maria Callas en Medea del compositor italiano Luigi Cherubini, junto a Jon Vickers en Otello de Giuseppe Verdi y en el papel principal de Arabella de Richard Strauss, entre muchas otras interpretaciones versátiles. Interpretó el papel de Jenifer en la primera grabación de la ópera de Michel Tippett, The Midsummer Marriage.
Con una serie de distinguidos directores, Carlyle cantó por gran parte de Europa y Estados Unidos, donde debutó en marzo de 1963 en Un Réquiem alemán de Johannes Brahms con el director de orquesta austriaco Erich Leinsdorf.
Retirada de los escenarios, se trasladó a vivir a Gales, donde ejerció como profesora de canto en privado. Impartió docencia a través de clases maestras en instituciones como la Royal College of Music de Londres.